# Hildegard Krost
Hildegard Krost (* 17. September 1925 in Mainz; † 24. November 2017 in München) war eine deutsche Schauspielerin und Synchronsprecherin.

## Leben
Krost wurde als älteste Tochter eines Beamtenhaushalts geboren. Sie ist in Mainz aufgewachsen. Von Kindheit an rezitierte sie mit Leidenschaft Gedichte und Theaterstücke. Sie hatte einen jüngeren Bruder. Dieser ist in den letzten Tagen des Zweiten Weltkriegs gefallen. In Mainz absolvierte sie eine kaufmännische Lehre. Nebenbei nahm sie heimlich Unterricht bei der Mainzer Schauspielerin Anni Peters. Diese lud immer wieder Intendanten ein, damit ihre Schüler vorspielen konnten. So bekam Krost ihr erstes Engagement als Gretchen im Urfaust auf der Bühne in Trier.
Sie war mit dem freischaffenden und 2008 verstorbenen Maler Pitt Cuerlis verheiratet, einem Schüler von Georges Braque und Marc Chagall.

## Wirken
Am 2. Oktober 1946 gab Krost mit 21 Jahren ihr Debüt als Gretchen im Urfaust am Stadttheater Trier. Hildegard Krost wurde an der Folkwangschule ausgebildet. Sie spielte an vielen großen Bühnen, darunter die Städtischen Bühnen Oberhausen, Köln und Gelsenkirchen, das Staatstheater Nürnberg, das Bayerische Staatsschauspiel München und das Staatstheater Darmstadt. 
Zu ihren schönsten Rollen gehörten u. a. Lady Higgins im Musical „My Fair Lady“, die Solorolle in „Das Gespräch im Hause Stein“ von Peter Hacks, Lady Windermere in „Lord Arthur Savile’s Verbrechen“, Stella Campbell in George Bernard Shaws „Geliebter Lügner“, Frau Alwing in Henrik Ibsens „Gespenster“ und die Rolle der Sarah Bernhardt in „Memoiren“. Von 1998 bis 2014 spielte sie in mehreren Folgen der Sendereihe Aktenzeichen XY … ungelöst mit.
In der Spielzeit 2012/13 war sie am Stadttheater Regensburg in der Rolle der Großmutter Rosmarie in Dea Lohers „Das letzte Feuer“ zu sehen. 2013 gab sie dort eine Lesung zu Cocteau’s 50. Todestag. Sie hatte Cocteau noch persönlich in Paris kennengelernt.
Die Krost scheint sich ein Beispiel an Tilla Durieux zu nehmen – frei nach deren Buchtitel: „Meine ersten 90 Jahre …“. Zur Bühnenfassung der „Tilla“ von Christoph Hein – sagt sie: „Die Tilla hat mich total fasziniert; auch wegen einiger Gemeinsamkeiten. Tilla Durieux war mit Paul Cassirer verheiratet, dem berühmten Kunsthändler und Förderer des Impressionismus. Mein Mann war der freischaffende Maler, Pitt Cuerlis, Schüler von Braque und Chagall. Daher kann ich mich sehr gut in die Tilla hinein versetzen.“ Hildegard Krost hat die „Tilla“ 2014 im Stadttheater Regensburg aufgeführt.
„…Hildegard Krost, eine der großen alten Damen ihres Fachs, spielt – nein, sie ist – die Durieux in diesem zwischen Witz und Weisheit changierenden Psychogramm einer amour fou.“ schreibt die Süddeutsche Zeitung.
70 Jahre nach ihrem Theaterdebüt, steht sie wieder in einer „Faust“-Inszenierung auf der Bühne am Stadttheater Regensburg. Sie spielt hier mehrere Rollen: die Zueignung, die Hexe, die Baucis und Gretchens Gedanken im Dom.
In einem Porträt über Hildegard Krost schreibt Bettina Weber, Redakteurin der Zeitschrift Die deutsche Bühne im April 2016: „Dass sie nach wie vor auf der Bühne steht, ist alles andere als selbstverständlich – wer sie dort erlebt, versteht allerdings schnell, wieso. Im Faust spielt sie ihre Szenen souverän, kraftvoll, auf den Punkt. Ihre emotionale Anklage der Baucis ist berührend. Man spürt, wie sich Hildegard Krost in den Text hineingedacht hat, ihn mit der Gegenwart verbunden hat. – Beim Applaus wird Hildegard Krost vom überwiegend jungen Publikum stürmisch bejubelt. Es mag daran liegen, dass sie noch immer äußerst wirkungsvoll die alten Texte ins Heute zu transportieren weiß.“